# L'Aigle noir (film, 1946)
Pour les articles homonymes, voir Aigle noir.
Pour plus de détails, voir Fiche technique et Distribution.
L'Aigle noir (titre original : Aquila nera) est un film italien réalisé par Riccardo Freda, sorti en 1946. Le film est adapté du roman d'Alexandre Pouchkine.

## Synopsis
Personnage sans scrupules, Kirila Petrovic (Gino Cervi) a assassiné Doubrovsky, officier de la garde du tsar, et s'est approprié ses biens. Vladimir Doubrovsky (Rossano Brazzi), le fils de l’officier assassiné, revient sur les terres de son père pour affronter Petrovic. Il parvient à s’introduire dans le château de son ennemi et y rencontre Macha (Irasema Dilian), la fille de Petrovic dont il tombe amoureux. Il va cependant poursuivre son combat contre l’assassin de son père sous le nom de prince Noir…

## Fiche technique
- Titre : L'Aigle noir
- Titre original : Aquila nera
- Réalisation : Riccardo Freda
- Scénario : Mario Monicelli, Federico Fellini, Steno, Riccardo Freda et Baccio Agnoletti d'après la nouvelle Doubrovsky d'Alexandre Pouchkine
- Photographie : Guglielmo Lombardi et Rodolfo Lombardi
- Montage : Otello Colangeli
- Musique : Franco Casavola
- Décors : Arrigo Equini
- Costumes : Vasco Glori
- Producteur : Dino De Laurentiis
- Société de production :  Lux Film
- Sociétés de distribution :  Cinematografica Distributori Indipendenti (Italie), Lux Film Distributing Corporation (États-Unis), Lux Compagnie Cinématographique de France (France), Splendid Films (Belgique), International Film Distributors (Royaume-Uni), Cine Europa-Paradise Film Exchange (Canada)
- Pays de production :  Italie
- Langue :  italien
- Format : Noir et blanc — 35 mm — 1,37:1 — Son : Mono
- Genre : Film dramatique, Film d'aventure
- Durée : 97 minutes
- Dates de sortie : 
  - Italie : 21 septembre 1946
  - France : 4 juin 1947
  - Belgique : 14 mai 1948

## Distribution
- Rossano Brazzi : Vladimir Doubrovski
- Gino Cervi : Kirila Petrovic
- Irasema Dilian : Macha
- Inga Gort : Maria
- Harry Feist : le prince Serge
- Rina Morelli : Iren
- Paolo Stoppa : brigand
- Pietro Sharof : père de Doubrovski
- Luigi Pavese : Un serviteur
- Angelo Calabrese : président du tribunal
- Yvonne Sanson : une courtisane
- Gina Lollobrigida : une courtisane
- Mario Siletti : commissaire

## Autour du film
- Le film de Riccardo Freda est une libre adaptation de la nouvelle Doubrovsky d'Alexandre Pouchkine pour un film « en costumes », genre très en vogue dans le cinéma italien d'après-guerre.
- Trois réalisateurs célèbres - Mario Monicelli, Federico Fellini, Steno - ont participé à l'écriture du scénario aux côtés de Riccardo Freda.
- C'est une nouvelle version du célèbre film muet de Clarence Brown (1925) The Eagle qui fut l’un des plus grands succès de Rudolph Valentino.
- Une autre version tournée en Yougoslavie par une équipe italienne sous la direction d'un réalisateur allemand verra le jour en 1959 : L'Aigle noir (Il vendicatore) de William Dieterle.
- Gina Lollobrigida et Yvonne Sanson apparaissent dans ce film en tant que figurantes ; c'était leur début au cinéma.

### L'Aigle noir au cinéma
- 1925 : The Eagle de Clarence Brown
- 1946 : L'Aigle noir (Aquila Nera) de Riccardo Freda
- 1952 : La Vengeance de l'Aigle noir (La vendetta di Aquila Nera) de Riccardo Freda
- 1959 : L'Aigle noir (Il vendicatore) de William Dieterle
- 1968 : Le Fils de l'Aigle noir (Il figlio di Aquila Nera) de Guido Malatesta